# Różaniec rowerowy

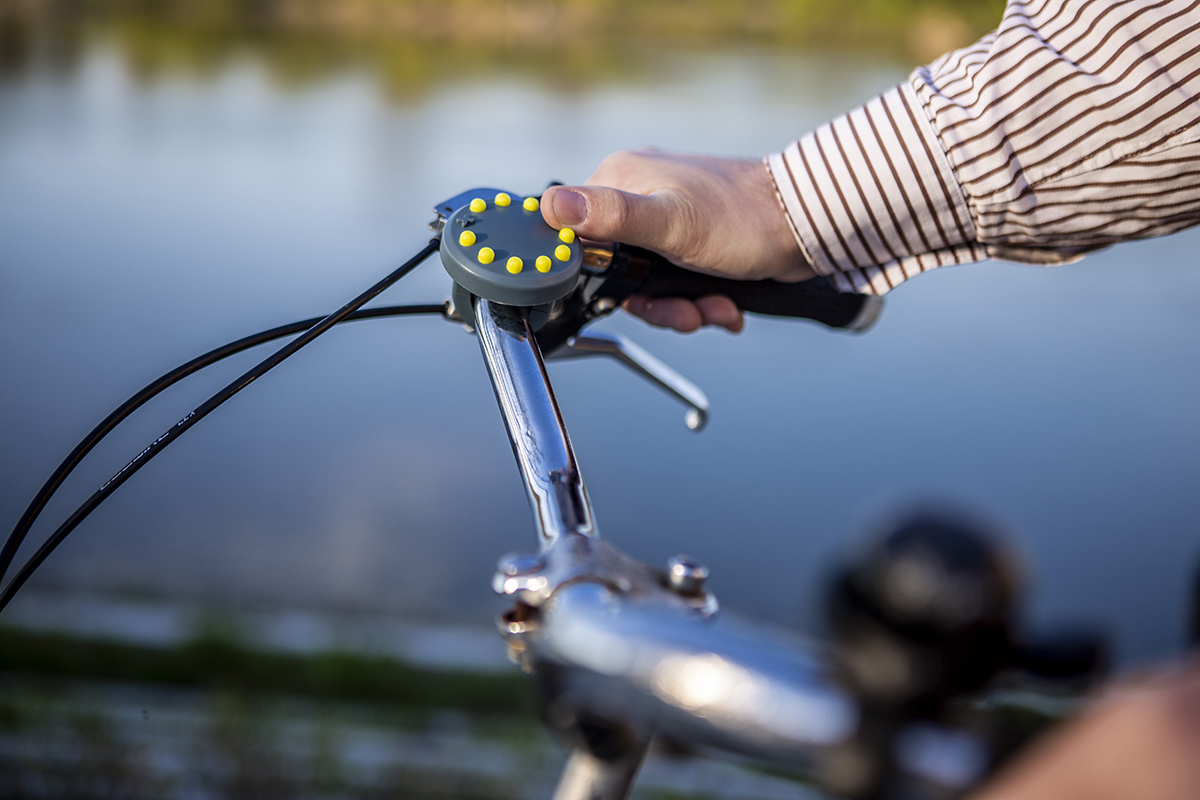
Różaniec rowerowy – obracanie głowicy możliwe jest za pomocą kciuka, bez odrywania dłoni od kierownicy.

Różaniec rowerowy – jedna z kilku istniejących materialnych form różańca modlitewnego. W odróżnieniu od innych, nie ma postaci sznura modlitewnego, a urządzenia montowanego na kierownicy roweru. 
Główną funkcją różańca rowerowego jest ułatwienie odprawiania modlitwy różańcowej (oraz innych modlitw opartych na układzie paciorków w różańcu) w trakcie jazdy rowerem. Obrotowa głowica z przeskokiem na każdym paciorku różańcowym umożliwia przesuwanie paciorków bez potrzeby odrywania dłoni od kierownicy. Obsługa różańca rowerowego nie wymaga także angażowania wzroku. Paciorki są wypukłe i wyczuwalne pod palcem. Dodatkowo, aktualne położenie głowicy wskazuje na liczbę odmówionych składowych modlitwy, umożliwiając przerwanie i dalsze podjęcie modlitwy, jeśli sytuacja w trakcie jazdy rowerem tego wymaga. Obciążenie poznawcze (cognitive load) generowane przez obsługę różańca rowerowego jest niewielkie – porównywalne do obsługi przerzutki rowerowej. 

## Historia
Początki różańca rowerowego sięgają 2015 r., kiedy to dr inż. Franciszek Rakowski wraz z projektantem Janem Buczkiem przystąpili do opracowywania pierwszych prototypów. 7 października 2018, podczas Mszy św. w kościele pokamedulskim na warszawskich Bielanach została poświęcona pierwsza partia różańców. Różaniec pojawił się w sprzedaży w 2018 roku w sześciu wersjach kolorystycznych.

## Projekt
Różaniec rowerowy składa się z elementów umożliwiających montaż do kierownicy roweru oraz z ruchomej obrotowej głowicy. Na głowicy umieszczonych jest 10 paciorków i krzyżyk. Ruchoma głowica występuje w dwóch głównych wersjach: plastikowej wykonanej z wtryskiwanego tworzywa ABS oraz drewnianej z drewna bukowego. Różaniec rowerowy jest objęty ochroną patentową na terenie Unii Europejskiej oraz jest zgłoszonym wzorem w Stanach Zjednoczonych.